# پالادیم
پالادیوم یا پالادیم از عنصرهای شیمیایی جدول تناوبی است. نشانه کوتاه آن Pd و عدد اتمی آن ۴۶ است، و یکی از فلزات کمیاب است و به رنگ نقره‌ای و سفید می‌باشد. پالادیوم از فلزات گروه پلاتین است و در مقایسه با سایر فلزات این گروه کمترین چگالی و پائینترین نقطه ذوب را دارد. این فلز کمیاب بیشتر از معادن مس و نیکل به‌دست می‌آید.
تولید جهانی پالادیم از معادن در سال ۲۰۰۶ حدود ۲۲۲ تن بوده و بیشتر آن برای تهیه مبدل‌های کاتالیست در صنعت خودروسازی استفاده شده‌است که گازهای سمی خروجی از اگزوز را به ترکیبات بی‌خطر یا کم‌خطر تبدیل می‌کنند. از این فلز در صنایع الکترونیک، پزشکی (مثل نوارهای تست قند خون)، دندانپزشکی، تخلیص هیدروژن، صنایع شیمیایی، هواپیماسازی و جواهرسازی (مثل تولید طلای سفید) نیز استفاده می‌شود. این فلز همچنین نقش مهمی در تولید نوعی از پیلهای سوختی دارد که هیدروژن و اکسیژن را ترکیب کرده تا الکتریسیته، گرما و آب تولید کنند.
پالادیم یکی از گرانترین فلزات دنیاست و قیمت هر اونس آن در سال ۲۰۲۰ بیش از ۲۰۰۰ دلار (نزدیک به ۶۵ هزار دلار برای هر کیلوگرم) بوده‌است. بیشتر پالادیم دنیا در آفریقای جنوبی،آمریکا، کانادا و روسیه تولید میشود.

## تاریخچه
پالادیوم در سال ۱۸۰۳ توسط ویلیام هاید والاستون کشف شد. این عنصر دو سال بعد از کشف سیارک پالاس و به نام آن نامگذاری شد، که نام این سیارک هم برگرفته از الهه یونانی خرد، آتنا ملقب به پالاس است. والاستون این عنصر را در یک معدن پلاتین در آمریکای جنوبی کشف کرد. او این عمل را با حل کردن مواد دریافت شده از معدن در تیزاب سلطانی و خنثی سازی محلول با اضافه کردن هیدروکسید سدیم که با اضافه کردن آمونیوم کلرید باعث ته‌نشین شدن نمک آمونیوم کلرو می‌شد و با اضافه کردن سیانید جیوه باعث شکل‌گیری پالادیوم سیانید می‌شد و در آخر با گرم کردن ترکیب به‌دست آمده، فلز پالادیوم را به‌دست آورد.
روزگاری ترکیب کلریدپالادیوم برای درمان مرض سل به میزان ۰٫۰۶۵ گرم در روز تجویز می‌شد. این ترکیب، عوارض جانبی زیادی داشت و بعداً داروهای مؤثر دیگر جایگزین آن شدند.

## پیدایش
پالادیوم هم به صورت فلز آزاد و هم به صورت آلیاژ با طلا و پلاتین و دیگر فلزات این گروه در محل کوه‌های اورال، استرالیا، اتیوپی و آمریکای شمالی و جنوبی یافت می‌شود. با این حال، اکثر پالادیوم مصرفی به دلیل صرفه اقتصادی از معادن نیکل و مس در آفریقای جنوبی و انتاریوی کانادا استخراج می‌شود، چرا که حجم بالای فلزات تولید این معادن عمل دریافت پالادیوم را به‌صرفه می‌کند.

## ویژگی‌های قابل توجه

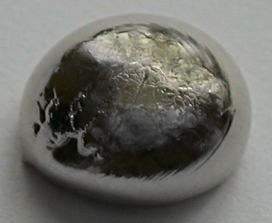
فلز پالادیوم

پالادیوم در مجاورت هوا سیاه نمی‌شود. این فلز با چگالی اندک خود، پایین‌ترین نقطه ذوب را در میان فلزات هم گروه پلاتینیوم دارد. این فلز در زمانی که به آن حرارت داده شود، به میزان زیادی کشیده و نرم شده، در دمای سخت سفت و محکم می‌شود. پالادیوم به‌شدت با ترکیبات گوگردی و اسید نیتریک ترکیب شده، به‌آرامی در اسید هیدروکلریک حل می‌شود. همچنین این فلز در دماهای معمولی با اکسیژن ترکیب نمی‌شود.
این فلز به طرز بسیار غیرمعمول و عجیب خاصیت جذب هیدروژن را تا ۹۰۰ برابر حجم خود در شرایط مناسب (دمای ۸۰ درجه سانتیگراد و فشار ۱ اتمسفر) دارد. به نظر می‌رسد که احتمالاً هیدرید پالادیوم را شکل می‌دهد: pd2H. اما هنوز ترکیب شیمیایی واقعی آن آشکار نیست.
حالتهای معمولی اکسیداسیون پالادیوم +۲، +۳ و +۴ می‌باشد. اخیراً ترکیبات پالادیوم که در آن، این عنصر اکسیداسیون +۶ دارد هم به وجود آمد.

## کاربردها
پالادیوم، کاتالیزورهای خوبی را شکل داده، مخصوصاً در عمل تصفیه نفت، سرعت هیدروژن‌گیری و هیدروژن‌زدایی (Hydrogenation and Dehydrogenation) را زیاد می‌کند. همچنین آلیاژ آن، در جواهرسازی استفاده می‌شود. پالادیوم کاربرد زیادی در زمینه ساخت زیورآلات نیز دارد:
طلای سفید، آلیاژی از طلا بوده که با اضافه کردن پالادیوم، رنگ خود را از دست می‌دهد.
پالادیوم نیز همانند طلا می‌تواند به ورقه‌های نازک تبدیل شود.
هیدروژن به‌راحتی در پالادیوم گرم شده منتشر می‌شود که در خالص‌سازی گازها کاربرد دارد.
در تجهیزات و سیستم‌های سوییچینگ مخابراتی از پالادیوم استفاده می‌شود.
پالادیوم همچنین در دندانپزشکی، ساعت‌سازی و ساخت ابزار جراحی و اتصالات الکتریکی کاربرد دارد.

## ایزوتوپها
پالادیوم طبیعی از شش ایزوتوپ تشکیل شده‌است. پایدارترین ایزوتوپ‌های رادیو اکتیوی Pd-107 با نیمه عمر ۶٫۵ میلیون سال، Pd-103 با نیمه عمر ۱۷ روز و Pd-100 با نیمه عمر ۳٫۶۳ روز می‌باشند. ۱۸ ایزوتوپ رادیواکتیوی دیگر از طریق وزن اتمی شان طبقه‌بندی می‌شوند. اکثر آن‌ها به غیر از Pd-101 که نیمه عمرش ۸٫۴۷ ساعت و Pd-109 که نیمه عمرش ۱۳٫۷ ساعت و Pd-112 که نیمه عمرش ۲۱ ساعت است، بقیه نیمه عمری کمتر از نیم ساعت دارند.

## ویژگی‌های فیزیکی

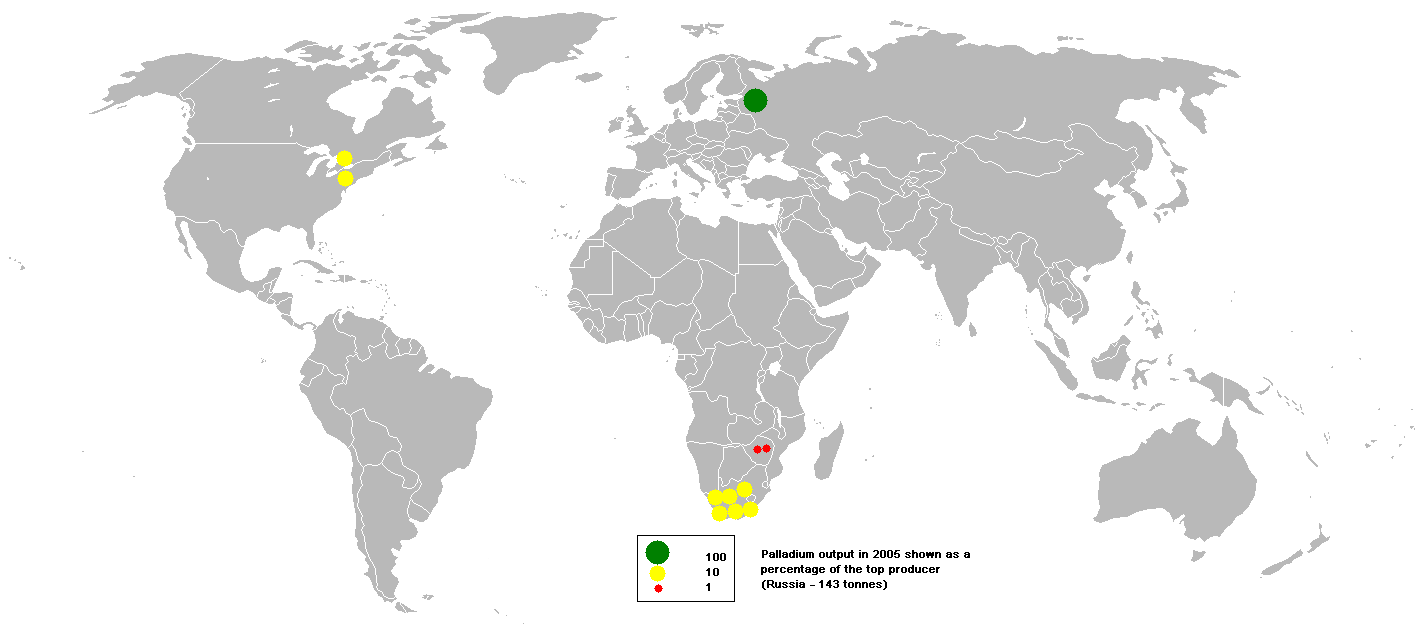
تولید جهانی پالادیم در سال ۲۰۰۵

- عدد اتمی: ۴۶
- جرم اتمی: ۱۰۶٫۴
- نقطه ذوب: C° ۱۵۵۴٫۹
- نقطه جوش: C° ۲۹۶۳
- ظرفیت: ۱
- رنگ: سفید نقره‌ای متالیک